# هاماوران
یکی از بحث انگیزترین مکانهایی که در شاهنامه فردوسی از آن نام برده شده، شهر هاماوران است. دیدگاههای گوناگونی همانگونه که در این صفحه آمده از سوی افرادی ناشناخته و یا نامور همچون نولدکه مطرح شده است. نولدکه در کتاب حماسه ملی ایرانیان می گوید:
واژه هماور با پسوند جمع پارسی به هماوران و سپس هم آوا و هم وزن با آن، یک الف به آغاز آن افزوده شده تا سرانجام به چهره هاماوران درآمده، و آن سرزمین حمیر، حمر (حبشی) است.
اما دیدگاه نولدکه با رویکرد به متن شاهنامه نمی تواند درست باشد. درواقع مرجع مطالعه ما شاهنامه فردوسی است و باید بر پایه آن قضاوت کرد و خود را از تصورات شخصی دور نگه داشت. برای نمونه در همین صفحه دیده میشود که فردی هاماوران را اکباتان شناسا کرده بدون توجه به اینکه کیکاوس از سواحل مکران با کشتی به آن سو رفته است.
داستان از آنجا آغاز میگردد که شاه هاماوران در شام به همراه سپاهی از مصر و بربرستان، خود را در شهرياری با كیكاوس انباز میخواند. در آن هنگام، کیکاوس در سرزمين نیمروز (جنوب شرقی ایران امروزی) بود. او در کناره دریا کشتیهای زیادی میسازد و از راه دریا به هاماوران لشکر میکشد و این شهر را در پی نبردی سهمگین میگشاید. شاه هاماوران که خود را بازنده این جنگ دیده بود، کیکاوس را به جشنی در شهر شاهه يا ساهه که تنها برای جشن و سور بنیاد شده بود، دعوت میکند. کیکاوس با غرور و خودبینی به این مهمانی میرود و غافلگیرانه، به دست سپاه شاه هاماوران دستگیر میشود. چیزی نمیگذرد که رستم از اين كار آگاه گردید و به یاری كیکاوس میشتابد. او در پی شکستی سنگین به سپاه دشمن، كیكاوس را آزاد میکند.
یکی با گهر بود و با گنج و کام
درفشی برافراخت از مصر و شام
(فردوسی، 1374، ص 326، ب 30)
چو آمد بشاه جهان آگهی
که انباز دارد بشاهنشهی 	
بزد کوس و برداشت از نیمروز
شده شاد دل شاه گیتی فروز 	
(همان، 1374، ص326، ب 33 -32)
سپه را ز هامون بدریا کشید
بدآن سو کجا دشمن آمد پدید
بی اندازه کشتی و زورق بساخت
بر آشفت و بر آب لشکر بتاخت
همانا که فرسنگ بودی هزار
اگر راه را پای کردی شمار
همی راند تا در میان سه شهر
ز گیتی برین گونه جوینده بهر
بدست چپش مصر و بربر براست
ز ره بر میانه برآنسو که خواست
به پیش اندرون شهر هاماوران
بهر کشوری در سپاهی گران
(همان، 1374، ص327، ب40 -35)

در پايان میتوان گفت كه نزدیکی نامهای هاماوران با حورون (هبرون) از یک سو و از سویی دیگر، مانندگی نامهای شاوه و شاهه که هردو برای برگزاری جشنها به کار گرفته میشدند، و همچنین با رویکرد به نزدیکی جایهای حورون و شاوه و سرانجام بنیاد بر راستای لشکرکشی کیکاوس از نیمروز به هاماوران، به گونه ای که مصر در دست چپ وی جای میگرفته، میتوان هاماوران را با شهر حورون و شاهه (ساهه) را با شاوه در بیت المقدس یکسان انگاشت.
برای مطالعه بیشتر نگاه کنید به مقاله: بررسی جای هاماوران (هماور) در شاهنامه فردوسی
هاماوران شکل فارسی‌شده نام کشور قدیمی حمیر واقع در یمن امروزی است.
اینکه هاماوران شکل کهن نام تمدنی در یمن به نام حمیر است از اساس اشتباه است و نتیجه تحریف ها و کج بینی ها بوده است.
چنانچه میدانیم تختگاه سلسله کیانیان پس از کیخسرو ، در بلخ باستان بوده است . تختگاه در زمان کیقباد و کیخسرو ، در اصطخر پارس بوده است.  نام هاماوران نخستین بار در جنگ دومین شاه از سلسله کیانیان به میان آمده اما حقیقت این است که این سرزمین در جایی در نزدیکی بلخ یا باختریش باستان (در کتیبه های هخامنشی) بوده است سرزمینی که در کتیبه های پارسی باستان به آن سرزمین سکاهای هئوم ورگا گفته میشده در اصل هئوم ورگا شکل پارسی باستان واژه نو هاماوران در شاهنامه بوده است نه تمدنی در جنوب یمن.
نام هاماوران در شاهنامه از زمان کیکاووس مطرح شده و این بدان معنا نیست که پیش از آن دوران وجود نداشته بلکه تا زمان کیکاووس ایرانیان آنجا را فتح نکرده بودند بدان سبب طبعاً شناختی هم از آن اقلیم نداشتند. جنگ هاماوران بقول حکیم طوس فردوسی آغاز نشیب کیکاووس از فراز قدرت است.

## جنگ هاماوران
به استناد شاهنامه کیکاووس یکی پس از دیگری اقوام و قبایل ایرانی و غیر ایرانی را شکست داده تحت انقیاد خویش درآورد و راه را برای تأسیس یک امپراتوری بزرگ هموار ساخت. اگرچه در این هدف با مقاومت سرسختانه برخی پیشوایان اقوام و قبایل نیمه مستقل همچون شاه مازنداران مواجه گشت امّا در اکثر موارد سکنهٔ کشورهای مفتوح بدون مقاومت تسلیم کیکاووس شدند.
لشکرکشی ایرانیان به مکران، باختر، قاف  نه تنها با مقاومت روبرو نشد بلکه مورد استقبال نیز قرار گرفت. مکرانیان به پیشواز کیکاووس آمدند و طاعت و بندگی او و آیین او را پذیرفتند. ظاهراً کیکاووس در کیش زرتشت بود چون از زند و اوستا در تحرکات و کشورگشایی‌های او یاد شده است:
| بدو گفت کز مهتر سرفراز      |  | که هست از مهی و بهی بی‌نیاز      |
| فرستاده‌ای چرب‌گوی آمدست      |  | یکی نامه چون زند و اوستا به دست |
| همی خواهی از من که بی‌کام من |  | ببرّد دل و خواب و آرام من        |

کیکاووس پس از نبرد سخت مازندران که بی ‌یاری پوردستان هرگز میسّر نبود زمانی در زابلستان خاک متحد دیرین ایرانیان بیتوته کرد و در همین حال از بربر و مصر و هاماور باج و ساو خواست؛ اما سالار هاماوران از دادن باج طفره رفت و همچنین سالار بربرستان و مصر را تشویق به تمرد از پرداخت باج و خراج نمود. ناگزیر کیکاووس آهنگ جنگ هاماوران را ساخت و با قوای عظیم عزم تسخیر هاماوران را نمود. در میانه راه کشور بربرستان قرار داشت و لشکر کیکاووس نخست تسخیر آنجا را آغاز نمود. نبرد سختی پیشآمد که حکیم طوس این‌چنین گزارش می‌ناید:
| چنین هم گرازان به بربر شدند   |  | جهانجوی با تخت و افسر شدند     |
| شه بربرستان بیاراست جنگ       |  | زمانه دگرگونه‌تر شد به رنگ      |
| سپاهی بیامد ز بربر به رزم     |  | که برخاست از لشکر شاه بزم      |
| هوا گفتی از نیزه چون بیشه گشت |  | خور از گرد اسپان پر اندیشه گشت |
| ز گرد سپه پیل شد ناپدید       |  | کس از خاک دست و عنان را ندید   |
| به زخم اندر آمد همی فوج‌فوج    |  | بر آنسان که برخیزد از آب موج   |
| چو گودرز گیتی بر آنگونه دید   |  | عمود گران از میان برکشید       |

گودرز توانست قلب سپاه بربر را بشکافد و نفوذ نماید در پی او کیکاووس وارد معرکه گشت و از نیزه‌داران و سواران بربری آثاری باقی نماند متعاقب آن ایرانیان بداخل شهر وارد گشتند و بربرستان رسماً فتح شد. بزرگان و پیران بربر چون اوضاع را چنین دیدند طوق بندگی و طاعت را پذیرفتند احتمالاً کیش زرتشت تا بدان نکته بسط یافت.
| ببخشود کاووس و بنواخت‌شان |  | یکی راه و آیین نو ساخت‌شان |

طبق متن شاهنامه سپاه ایران با نوای پیروزی سنج، کوس، کرنا از بربرستان خارج شدند و در ادامه از مکران، قاف و باختر فاتحانه گذر نمودند تا وارد نیمروز پایتخت زابلستان شدند، کیکاووس یک ماه میهمان پوردستان و سرگرم شکار و تفرّج بود که خبر ناخوشایند نیشب از فراز رسید.
| برین بر نیامد بسی روزگار    |  | که بر گوشهٔ گل‌ستان رست خار   |
| کس از آزمایش نیابد جواز     |  | نیشب آیدش چون شود بر فراز   |
| چو شد کار گیتی بر آن راستی  |  | پدید آمد از تازیان کاستی    |
| یکی با گهر مرد با گنج و نام |  | درفشی برافراخت از مصر و شام |
| ز کاووس کی روی بر تافتند    |  | در کهتری خار بگذاشتند       |

فردوسی از قیام علیه کاووس خبر می‌دهد و عنوان می‌کند او در پادشاهی بر جهان شریک دارد. کاووس بیدرنگ از نیمروز کوس حرکت را نواخت و همه سپر و شمشیرها را صیقل و آماده حرکت شدند . یک نکته قابل تأمل که تا کنون در تاریخ کشورگشایی‌ها گزارش نشده لشکرکشی از مسیر دریایی است. در حمله به هاماوران ظاهراً میسر دریایی منطقی‌تر می‌نمود چنانچه برای رسیدن هرچه سریع‌تر از راه دریا بیشمار کشتی و زورق ساخته شد. البته تخصص چنین کاری فقط از عهدهٔ ساحل‌نشینان بوده و معلوم نیست کیکاووس در کجای خاورمیانه قرار داشت که سکنه آنجا تبحر در ساخت کشتی داشتند. شاید هم عبور از میسر رودخانه بوده چون در دوران باستان گاهی رودهای برزگ مانند دجله، فرات، سیحون، جیحون نیز دریا نامیده می‌شود.
میسر خاکی معادل هزار فرسنگ بود و سپاه ایران باید از میان سه کشور ( شهر ) گذر می‌کرد، در دست چپ سپاه، کشور مصر و در دست راست، بربر قرار داشت و در پیش‌رو کشور هاماران که مقصد اصلی و مرکز قیام شناخته می‌شد. سالار هاماوران توانسته بود شاهان مصر و بربر را با خود هم سو کند و آنان همراه با جنگجویان خویش در معیت او و آمادهٔ مقابله با سپاه کیکاووس بودند. به سالار خبر رسید که کاووس‌شاه از راه دریای آب زره با سپاهی گران گذر نموده است. سالار هاماوران با دو متحد خویش برای مقابله به بربرستان قشون‌کشی کرد. تقابل دو سپاه اجتناب ناپذیر بود موقعیکه از سپاه ایران کوس جنگ نواخته شد یک سوی میدان نبرد ( دشت‌هاماوران ) را گرگین، فرهاد و توس پوشش داد و در سمت دیگر گودرز، گیو، شیدوش، گرگین قرار گرفت. در قلب‌گاه سپاه مثل گذشته کیکاووس بود و نتیجهٔ نبرد شکست مفتضحانه سالار هاماوران و متحدانش تمام شد. نخست سالار هاماوران شمشیر و گرز بر زمین گذاشت و تسلیم و مقید به پرداخت باژ شامل اسب، سلاح، تخت و کلاه گشت. همچنین تعهد نمود هرگز در سرزمین او طغیانی علیه پادشاه ایران صورت نپذیرد. جنگ هاماوران با پیروزی قطعی به نفع ایرانیان پایان یافت اما مانند همیشه کیکاووس را دیو از راه بی‌راه نمود و به او خبر رسید که سالار هاماوران دختری بنام سودابه خانه دارد.
هاماوران ( دشت هاماوران ) نام سرزمین یمن در داستانهای پهلوانی ایران زمین است که خوشبخت‌ترین و پرمایه‌ترین ناحیه شبه‌جزیره عربستان بشمار میرود. شیفتگی کاووس به سودابه دختر شاه هاماوران برای این پادشاه، گرفتاریها و تلخ کامیهای بسیار ببار آورد که داستان آن در شاهنامه فردوسی بیان شده‌است.
به احتمال بسیار نام هاماوران از نام سلسله حمیریان که در دوران ساسانی بر یمن حکومت داشتند آمده است؛ این حکومت در ابتدا تابع امپراتوری حبشه بود اما پس از یاری خواستن شاهزادهٔ آن از خسرو انوشیروان و شکست زنگیان از ایران تابع ایران شد که تا فتوحات اسلامی برقرار بود.